# Xeranobium poliotrichum
Xeranobium poliotrichum är en skalbaggsart som beskrevs av White 1971. Xeranobium poliotrichum ingår i släktet Xeranobium och familjen trägnagare. Inga underarter finns listade i Catalogue of Life.